# إف. تومسون لايتون
إف. تومسون لايتون (بالإنجليزية: F. Thomson Leighton) هو عالم حاسوب ورياضياتي أمريكي، ولد في 1956.

## وصلات خارجية
- إف. تومسون لايتون على موقع إن إن دي بي (الإنجليزية)